# Wen Jiabao

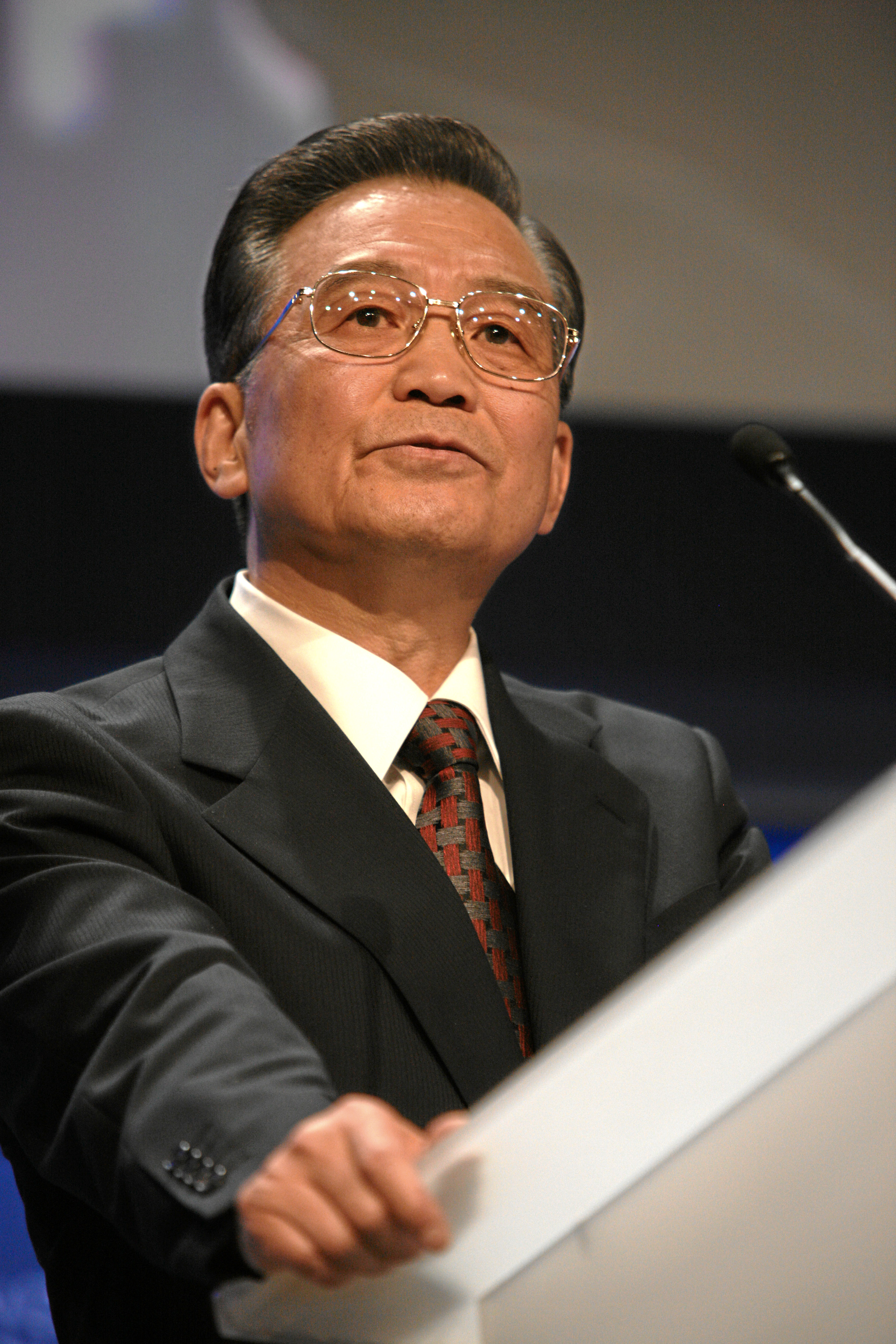
Wen Jiabao auf dem Weltwirtschaftsforum, 28. Januar 2009

Wēn Jiābǎo (chinesisch 溫家寶 / 温家宝, Pinyin Wēn Jiābǎo; * 15. September 1942 in Tianjin) ist ein chinesischer Politiker. Von 2003 bis 2013 amtierte er als Premier des Staatsrates der Volksrepublik China, d. h. Premierminister. Nach einem Bericht der amerikanischen Tageszeitung New York Times hat seine Familie in den Jahren seiner Amtszeit ein Vermögen von mehr als zwei Milliarden Dollar angehäuft.

## Leben
Wen Jiabao wurde 1942 im Bezirk Beijiao der Stadt Tianjin geboren. Ab 1960 studierte er am Geologischen Institut in Peking, wo er auch promovierte. Sein Eintritt in die Kommunistische Partei Chinas erfolgte 1965. Während der Kulturrevolution ging er als Techniker in die Provinz Gansu, dort wurde er 1978 Vizedirektor des geologischen Amtes. 1982 kehrte er nach Peking zurück, wo er 1983 stellvertretender Minister für Geologie und Bodenvorkommen und 1985 stellvertretender Direktor des Büros des Zentralkomitees der Kommunistischen Partei Chinas wurde. Von 1986 an leitete er das ZK-Hauptbüro.
Es ist unklar, wie Wen Jiabao die parteiinternen Säuberungen nach dem Tian’anmen-Massaker am 4. Juni 1989 überstand: Ein bekanntes Foto (damals veröffentlicht auf der Titelseite der Volkszeitung) zeigt ihn wenige Tage vor dem Massaker auf dem Platz des Himmlischen Friedens, an der Seite seines damaligen Mentors, des Reformers und KP-Generalsekretärs Zhao Ziyang, der dort eine emotionale Ansprache an die Studenten hält. Zhao Ziyang war gegen den Einsatz der Armee und wurde nach dem Massaker sofort seines Amtes enthoben und stand bis zu seinem Tod im Januar 2005 unter Hausarrest. Wen Jiabaos Karriere scheint der Vorfall jedenfalls nicht berührt zu haben.
1998 stieg Wen Jiabao weiter auf und wurde Vizeministerpräsident der Zentralregierung und damit zuständig für Landwirtschaft und Finanzen. Im März 2003 löste er Zhu Rongji als Ministerpräsident der Volksrepublik China ab. Als Premierminister oblag ihm vor allem die Steuerung der chinesischen Wirtschaft. Am 2. Mai 2004 traf er zu seinem ersten Europabesuch in dieser Funktion in München ein. Sein Nachfolger wurde im März 2013 Li Keqiang.

## Familie und Familienvermögen
Während seiner Regierungszeit stieg Wen Jiabao zu einem der reichsten Staatsführer der Welt auf, der New York Times zufolge hatte die Familie des scheidenden Staatsmanns 2012 ein Vermögen von mindestens 2,7 Milliarden Dollar angehäuft, das meiste davon nach Wens Aufstieg zum Vizepremier (1998) und fünf Jahre später zum Premierminister. Demnach erwarb die 90-jährige Mutter Wens, Yang Zhiyun, im Jahr 2007 einen Anteil im Wert von 120 Millionen Dollar an der Versicherung Ping An. Das Unternehmen hatte von Reformen der Regierung Wens profitiert.
Wen Jiabaos Frau Zhang Peili gehört zu Chinas führenden Händlern für Juwelen und Edelsteine und verdiente ein Vermögen im Diamantenhandel (Daimengde, 戴梦得). Sie war Hauptaktionärin der Beijing Diamond Jewellery, bis das Unternehmen in Shanghai an die Börse ging. Sie ist bekannt als Chinas „Diamantenkönigin“. An der Privatisierung mehrerer Staatsfirmen war sie beteiligt und half Verwandten dabei, aus den Privatisierungen Kapital zu schlagen. Laut der Enthüllungsplattform Wikileaks telegraphierte die US-Botschaft 2007, Wen wolle sich scheiden lassen, da er von den Diamantengeschäften seiner Frau angewidert sei. Warum er es dann doch ließ, ist nicht bekannt. Vor einer ähnlichen Situation steht seine Tochter Wen Ruchun, die laut der Hongkonger Zeitung South China Morning Post mit Xu Ming verheiratet sein soll, Chef der Baufirma Dalian Shide. Xu ist einer der zehn reichsten Chinesen und Vertrauter Bo Xilais. Xu wurde am 15. März 2012 wegen nicht näher genannter Wirtschaftsvergehen festgenommen – am selben Tag, an dem Bo als Parteichef von Chongqing abgesetzt wurde.
Wahrscheinlicher ist allerdings, dass Wen Ruchun mit Liu Chunhang, dem Direktor des Statistics Department and Research Bureau der China Banking Regulatory Commission, verheiratet ist.
Als ein weiteres Beispiel nennt die New York Times Wens jüngeren Bruder Wen Jiahong, dessen Firma erhielt von der Regierung Aufträge im Wert von 30 Millionen Dollar, für die Entsorgung von Abwasser und medizinischem Abfall. Insgesamt kontrolliert Wen Jiahong Beteiligungen im Wert von 200 Millionen Dollar. Wens einziger Sohn Wen Yunsong verkaufte eine Technologiefirma für zehn Millionen Dollar an einen Unternehmer aus Hong Kong. Außerdem gründete er New Horizon Capital, eine von Chinas größten Beteiligungsfirmen.
Mit seiner Ehefrau hat Wen zwei Kinder. Seine Tochter Wen Ruchun (arbeitete für Credit Suisse) – sie nennt sich oft Lily Chang – ist mit Liu Chunhang (arbeitet für Chinas Bankenregulierungsbehörde) verheiratet. Der Sohn Wen Yunsong nennt sich im Westen oft Winston Wen. Im Januar 2014 wurde durch die Recherchen des Internationalen Konsortiums für investigative Journalisten (Offshore-Leaks) bekannt, dass die Familie von Hu Jintao Gelder durch die Gründung von Offshore-Briefkastengesellschaften ins Ausland verlagert.